# ادمان‌گالام-پودور
ادمان‌گالام-پودور (به انگلیسی: Adamangalam-Pudur) در هند است که در تامیل نادو واقع شده‌است.

## خصوصیات
ادمان‌گالام-پودور ۲۱٬۰۰۰ نفر جمعیت دارد و ۱۸۱ متر بالاتر از سطح دریا واقع شده‌است.